# Coeficiente de Reynolds
Na vasta área da mecânica dos fluidos, uma das ferramentas fundamentais para compreender o regime de escoamento dos fluidos é o número de Reynolds, número adimensional abreviado como Re. Após experimentos exaustivos, Osborne Reynolds (1842–1912), físico britânico e engenheiro, descobriu que o regime de escoamento depende principalmente da razão entre as forças inerciais e as forças viscosas do fluido. Essa razão é chamada de número de Reynolds e é expressa pela Equação 1.
{\displaystyle {\text{Re}}={\frac {\text{Forças inerciais}}{\text{Forças viscosas}}}={\frac {V_{\text{méd}}D}{\nu }}\qquad \qquad (1)}
Em que:
Vméd é a velocidade média do escoamento (m.s-1), D é o comprimento característico da geometria (neste caso, o diâmetro, em m), e v é a viscosidade cinemática do fluido (m².s-1). Segundo Çengel e Cimbala (2015), sabe-se que a viscosidade cinemática pode ser interpretada como uma medida da difusividade viscosa ou da difusividade de momento. Considerando que v é a razão entre a viscosidade dinâmica (𝜇) e a massa específica do fluido (⍴), o número de Reynolds também é expresso como mostra a Equação 2.
{\displaystyle {\text{Re}}={\frac {\rho V_{\text{méd}}D}{\mu }}\qquad \qquad (2)}
Onde:
- ρ - massa específica do fluido (kg.m-3);
- Vméd - velocidade média de escoamento (m.s-1);
- D - diâmetro interno do tubo (m);
- μ - viscosidade dinâmica do fluido (Pa.s ou kg.m-1.s-1).

O desenvolvimento da teoria da mecânica dos fluidos até o fim do século XVIII teve pouco impacto sobre a engenharia, visto que as propriedades e parâmetros dos fluidos eram pouco quantificados. Em meados do século XIX, avanços fundamentais chegavam de várias frentes. O médico Jean Poiseuille (1799–1869) mediu com precisão o escoamento de fluidos múltiplos em tubos capilares, enquanto na Alemanha Gotthilf Hagen (1797–1884) definiu a diferença entre escoamento laminar e turbulento em tubulações. Na Inglaterra, Osborne Reynolds (1842–1912) continuou esse trabalho e desenvolveu o número adimensional que leva seu nome. De modo similar, em paralelo ao trabalho inicial de Louis Navier (1785–1836), George Stokes (1819–1903) completou a equação geral do movimento dos fluidos (com atrito) que leva seus nomes. William Froude (1810–1879) desenvolveu quase sozinho os procedimentos e comprovou o valor de ensaios com modelos físicos.
As contribuições de Reynolds foram marcantes para o avanço da mecânica dos fluidos, entre elas destacam-se:
1. Por meio da técnica de visualização de escoamento, ele descobriu o comportamento do fluido nos movimentos laminar e turbulento, estabelecendo as características qualitativas de ambos[3];
2. Com o descobrimento do número de Reynolds, ele conseguiu estabelecer a universalidade da ocorrência desses movimentos, independentemente do tipo de fluido, da velocidade do escoamento e da dimensão do duto[3];
3. Por meio do número de Reynolds crítico, ele estabeleceu uma medida objetiva da transição de movimento laminar para turbulento.[3]

## Experimento de Reynolds

Figura 1 – Aparelho original de Osborne Reynolds operado por John Lienhard na Universidade de Manchester em 1975.

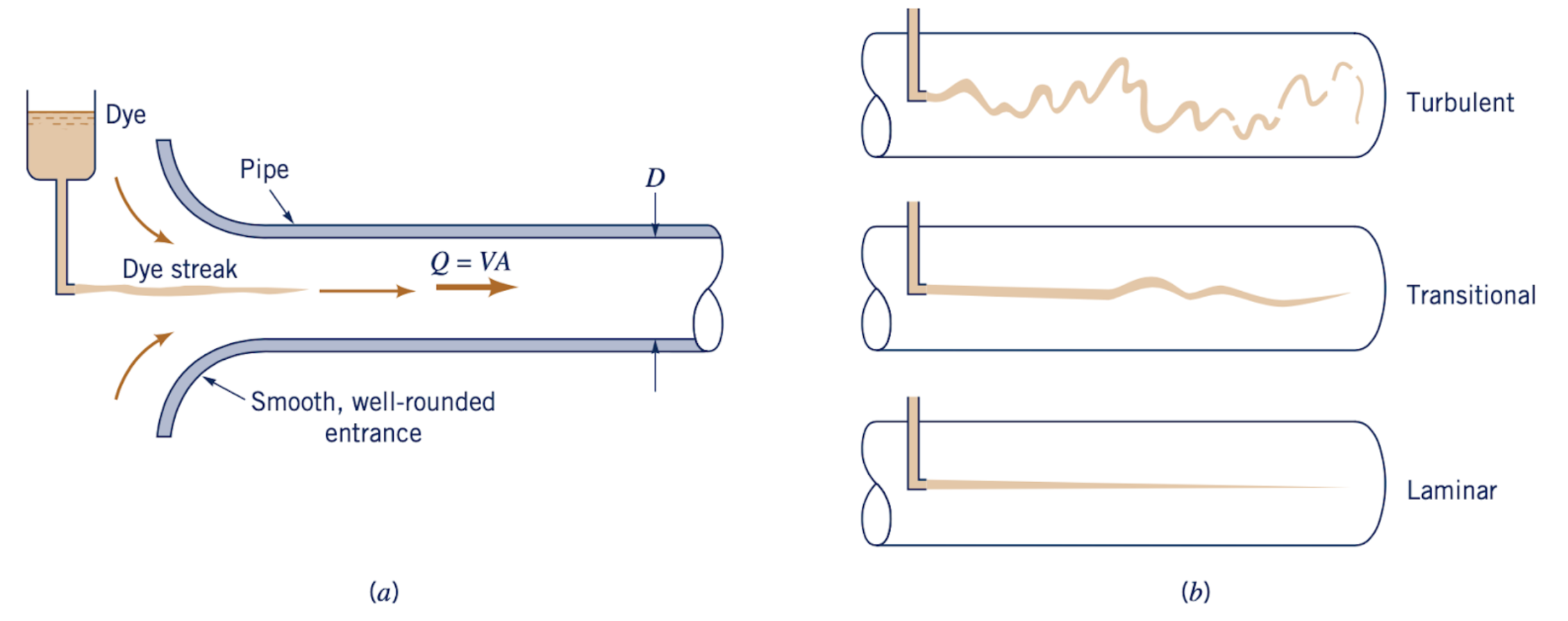
Figura 2 – (a) Experimento de Reynolds para ilustrar o tipo de escoamento. (b) Tipos de escoamentos.

Reynolds, a fim de observar o comportamento dos líquidos em escoamento, empregou o dispositivo mostrado na Figura 1, esquematicamente apresentado na Figura 2(a), que consiste em um tubo transparente inserido em um recipiente com paredes de vidro. A entrada do tubo, alargada em forma de sino, evita turbulências parasitas.
Nessa entrada localiza-se um ponto de introdução de um corante e ao abrir gradualmente a válvula, primeiramente pode-se observar a formação de um filamento colorido retilíneo. Com esse tipo de movimento, as partículas fluidas apresentam trajetórias bem definidas, que não se cruzam. É o regime definido como laminar (no interior do líquido podem ser imaginadas lâminas em movimento relativo), representado na Figura 2(b).
Abrindo mais a válvula, eleva-se a vazão e a velocidade do líquido e o filamento colorido pode chegar a difundir-se no fluido, em consequência do movimento desordenado das partículas. Em um instante intermediário o escoamento passa pela transição e, por fim, o regime é denominado turbulento.
Quando as forças inerciais são maiores que as viscosas, temos um Re grande. Esse cenário ocorre quando a densidade do fluido e a velocidade são altas, de modo que as forças viscosas não conseguem conter as flutuações rápidas e caóticas do fluxo, caracterizando um escoamento turbulento. Em contraste, para valores baixos ou moderados do número de Reynolds, as forças viscosas são suficientemente fortes para dominar essas flutuações e manter o fluxo ordenado, resultando em um escoamento laminar.
O número de Reynolds crítico (Recr) serve para identificar o ponto em que o escoamento de um fluido transita de um regime laminar para um turbulento. Esse valor crítico pode variar dependendo da geometria e das condições do escoamento. Em escoamentos internos em tubos circulares, por exemplo, o valor amplamente reconhecido para o número de Reynolds crítico é 2300.
Quando não se trata de escoamento em tubos circulares, utiliza-se o diâmetro hidráulico Dh, definido pela Equação.
{\displaystyle D_{h}={\frac {4A_{c}}{P}}\qquad \qquad (3)}
Em que, P é o perímetro molhado e Ac é a área da seção transversal. Dependendo da geometria da tubulação, Dh é modificada e a equação pode variar, como exemplificado pela Figura 3.

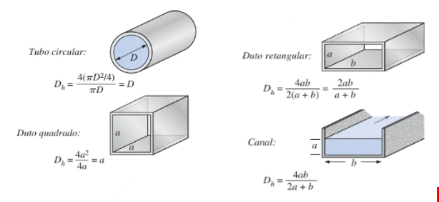
Figura 3- Dh para diferentes geometrias.

Matematicamente, o perímetro molhado (P) é a soma de todas as partes da superfície da seção transversal que estão em contato com o fluido. Em um tubo circular, por exemplo, o perímetro molhado é simplesmente o diâmetro do tubo.
O diâmetro hidráulico Dh é definido de forma a reduzir-se ao diâmetro comum D para tubos circulares, conforme a Equação:
{\displaystyle D_{h}={\frac {4A_{c}}{P}}={\frac {4D}{2\pi D}}=D\qquad \qquad (4)}
A transição do escoamento laminar para turbulento depende de fatores adicionais da geometria, da rugosidade da superfície, da velocidade de escoamento, da temperatura da superfície, do tipo de fluido, entre outras variáveis. Rugosidades na superfície do tubo podem introduzir perturbações que antecipam o surgimento da turbulência. Da mesma forma, vibrações no tubo podem alterar o padrão de fluxo e induzir turbulência. Além disso, flutuações no fluxo antes da região de interesse podem modificar o comportamento do escoamento, fazendo com que a turbulência apareça antes do previsto apenas com base no número de Reynolds.
Entretanto, a maioria dos escoamentos encontrados na prática é turbulento. O escoamento laminar é encontrado quando fluidos altamente viscosos como óleos escoam em pequenos tubos ou passagens estreitas

## Número de Reynolds na hidráulica
É utilizado na hidráulica para determinar os fatores de atrito para a equação universal de perda de carga (Darcy-Weisbach), pela equação de Von Kármán, sendo essencial para o processo interativo para descobrir o fator de atrito (f), além de ser utilizado em outras equações como a de Hagen-Poiseuille, Swamee e Colebrook-White. O significado fundamental do número de Reynolds é poder dizer qual o tipo de fluxo, se ele é laminar ou turbulento, assim como os desdobramentos deste  Pode-se reescrever o número de Reynolds conforme apresentado na Equação 5:
{\displaystyle Re={\frac {VD}{\nu }}\qquad \qquad (5)}
Onde:
- V - velocidade média do escoamento (m.s-1);
- D - diâmetro do tubo (m);
- ν - viscosidade cinemática do fluido (m².s-1).

{\displaystyle Rey={V.D \over 1x10^{-6}}}
De forma simplificada adotamos que a viscosidade cinemática da água é de 1x10^-6 m^2/s, desta forma podemos descobrir o número de reynolds.

## Valores de Referência
A tabela apresentada a seguir compila os valores de referência para o número de Reynolds em três distintos regimes de fluxo: laminar, de transição e turbulento, conforme diferentes metodologias e referências. Esses números são cruciais na análise de escoamento, pois indicam o comportamento do fluido.
| Metodologia empregada               | Número de Reynolds | Escoamento                          | Referência |
| ----------------------------------- | ------------------ | ----------------------------------- | ---------- |
| Escoamento interno em tubo circular | Re ≲ 2300          | Laminar                             | [ 1 ]      |
| Escoamento interno em tubo circular | 2300 ≲ Re ≲ 4000   | Transição                           | [ 1 ]      |
| Escoamento interno em tubo circular | Re ≳ 4000          | Turbulento                          | [ 1 ]      |
| Escoamento interno em tubo circular | Re < 2100          | Laminar                             | [ 4 ]      |
| Escoamento interno em tubo circular | 2100 < Re < 4000   | Transição                           | [ 4 ]      |
| Escoamento interno em tubo circular | Re > 4000          | Turbulento                          | [ 4 ]      |
| Escoamento em filmes descendentes   | Re < 20            | Laminar com ondulações mínimas      | [ 7 ]      |
| Escoamento em filmes descendentes   | 20 < Re < 1500     | Laminar com ondulações pronunciadas | [ 7 ]      |
| Escoamento em filmes descendentes   | Re > 1500          | Turbulento                          | [ 7 ]      |

## Aplicações
Compreender o número de Reynolds é essencial para otimizar processos industriais. Em trocadores de calor, por exemplo, um escoamento laminar pode ser insuficiente para uma transferência de calor eficiente, enquanto um escoamento turbulento pode melhorar significativamente o desempenho do equipamento. A escolha do regime adequado depende diretamente da análise do número de Reynolds
No design de reatores químicos, o número de Reynolds é usado para garantir uma mistura eficaz dos reagentes. Em escoamentos laminares, a mistura é menos eficiente, o que pode levar a reações incompletas e produtos de baixa qualidade. Já os escoamentos turbulentos promovem uma mistura mais uniforme, essencial para melhorar a eficiência das reações